# Parchowo (gromada)
Parchowo – dawna gromada, czyli najmniejsza jednostka podziału terytorialnego Polskiej Rzeczypospolitej Ludowej w latach 1954–1972.
Gromady, z gromadzkimi radami narodowymi (GRN) jako organami władzy najniższego stopnia na wsi, funkcjonowały od reformy reorganizującej administrację wiejską przeprowadzonej jesienią 1954 do momentu ich zniesienia z dniem 1 stycznia 1973, tym samym wypierając organizację gminną w latach 1954–1972.
Gromadę Parchowo z siedzibą GRN w Parchowie utworzono – jako jedną z 8759 gromad na obszarze Polski – w powiecie kartuskim w woj. gdańskim na mocy uchwały nr 17/III/54 WRN w Gdańsku z dnia 5 października 1954. W skład jednostki weszły obszary dotychczasowych gromad Jamno, Gołczewo i Parchowo oraz osada Parchowo z dotychczasowej gromady Chośnica ze zniesionej gminy Parchowo w tymże powiecie.
1 stycznia 1955 gromadę włączono do powiatu bytowskiego w woj. koszalińskim, gdzie ustalono dla niej 12 członków gromadzkiej rady narodowej.
31 grudnia 1959 do gromady Parchowo włączono wieś Jeleńcz ze zniesionej gromady Mokrzyn w tymże powiecie.
31 grudnia 1968 do gromady Parchowo włączono obszar zniesionej gromady Nakla (bez wsi Skwierawy) oraz wieś Chośnica (bez miejscowości Baranowo) i miejscowość Bawernica ze zniesionej gromady Jasień w tymże powiecie.
Gromada przetrwała do końca 1972 roku, czyli do kolejnej reformy gminnej. 1 stycznia 1973, tym razem w powiecie bytowskim w woj. koszalińskim, reaktywowano zniesioną w 1954 roku gminę Parchowo (od 1999 ponownie podlega pod Gdańsk, jako jednostka w woj. pomorskim).